# Запис храст у порти (Љубић)
Запис храст у порти (Љубић) се налази на парцели чији је власник Општина Кнић.

## Локација
| Општина             | Кнић                                                                        |
| Катастарска општина | Љубић                                                                       |
| Потес               | Раковска коса                                                               |
| Координате          | 43° 55′ 48″ С; 20° 47′ 38″ И / 43.929900000000004° С; 20.793900000000001° И |
| Надморска висина    | 0m                                                                          |

## Карактеристике
Дендрометријске вредности утврђене на терену и сателитским снимцима:
| Стабло                     | Храст |
| Висина стабла              | m     |
| Обим дебла                 | m     |
| Пречник крошње             | 22m   |
| Пречник дебла              | m     |
| Висина дебла до прве гране | m     |

## База записа
Запис је у оквиру Викимедија пројекта "Запис - Свето дрво" заведен под редним бројем 0596.